# Cancer Chemotherapy and Pharmacology
Cancer Chemotherapy and Pharmacology, abgekürzt Cancer Chemother. Pharmacol., ist eine wissenschaftliche Fachzeitschrift, die vom Springer-Verlag veröffentlicht wird. Sie erscheint mit zwölf Ausgaben im Jahr. Es werden Arbeiten veröffentlicht, die sich mit der Entwicklung neuer Arzneimittel zur Behandlung von Krebs beschäftigen.
Der Impact Factor lag im Jahr 2016 bei 2,737. Nach der Statistik des ISI Web of Knowledge wird das Journal mit diesem Impact Factor in der Kategorie Pharmakologie und Pharmazie an 98. Stelle von 254 Zeitschriften und in der Kategorie Onkologie an 122. Stelle von 217 Zeitschriften geführt.